# Hadres
Hadres – gmina targowa w Austrii, w kraju związkowym Dolna Austria, w powiecie Hollabrunn. Według Austriackiego Urzędu Statystycznego liczyła 1690 mieszkańców (1 stycznia 2014).